# HIStory系列
《HIStory》（風格化為HISt♂ry）是一個由臺灣CHOCO TV、LINE TV製作的BL偶像劇系列。2017年至2023年間共製作五個季度、九個單元，分別為第一季的《My Hero》、《離我遠一點》和《著魔》、第二季的《是非》和《越界》、第三季的《圈套》和《那一天》、第四季《近距離愛上你》，以及第五季《遇見未來的你》。

## 節目發展
原本僅規劃拍攝《My Hero》、《離我遠一點》兩單元，由於獲得105年度行動寬頻影音節目製作補助案第2梯次補助240萬元，因而加開第三單元《著魔》。第一季共分為三個單元《My Hero》、《離我遠一點》、《著魔》，每集約20分鐘，一週播映一個單元，第一季已於3月3日播映完畢。
播出後好評不斷，上架短短三個月達成350萬的網路點擊率，成為台灣首部進軍日本的網路劇，於2017年7月31日在日本電視台播出，同時籌備日本院線發行，年底前於泰國電視台播出。
該系列第二季於10月12日開鏡拍攝，分為二個單元《是非》及《越界》。原定之第三單元《圈套》因經費不足而被擱置，转为在第三季播出。而《越界》也預計於2019年開拍電影版《跨界》，由原班人馬帶來志弘高中排球隊員們後續的故事 ，但在2020年11月12日，官方在Facebook粉絲團宣佈取消拍攝《跨界》計畫。
該系列第三季，於2018年第三季開拍 ，分為二個單元《圈套》及《那一天》，2019年4月16日開始播放。目前《圈套》及《那一天》已經播放完畢。
第四季《近距離愛上你》在2020年11月開拍，並於2021年3月14日起首播。
第五季《遇見未來的你》在2022年10月開拍，並於2022年第四季首播。

## 播出時間
| 頻道          | 所在地        | 季數 | 單元         | 播映日期                    | 播出時間                                                    |
| 網路          | 網路          | 網路 | 網路         | 網路                        | 網路                                                        |
| ------------- | ------------- | ---- | ------------ | --------------------------- | ----------------------------------------------------------- |
| CHOCO TV      | 臺灣          | 1    | My Hero      | 2017年2月14日               | 18:00                                                       |
| CHOCO TV      | 臺灣          | 1    | 離我遠一點   | 2017年2月21日               | 18:00                                                       |
| CHOCO TV      | 臺灣          | 1    | 著魔         | 2017年2月28日               | 18:00                                                       |
| CHOCO TV      | 臺灣          | 2    | 是非         | 2018年1月30日               | 21:00                                                       |
| CHOCO TV      | 臺灣          | 2    | 越界         | 2018年3月6日                | 21:00                                                       |
| LINE TV       | 臺灣          | 3    | 圈套         | 2019年4月16日               | 21:00                                                       |
| LINE TV       | 臺灣          | 3    | 那一天       | 2019年10月16日              | 21:00                                                       |
| LINE TV       | 臺灣          | 4    | 近距離愛上你 | 2021年3月14日               | 21:00                                                       |
| LINE TV       | 臺灣          | 5    | 遇見未來的你 | 2022年12月28日              | 20:00                                                       |
| hmvod         | 香港          | 1    | My Hero      | 2018年6月1日                | VIP全套上架 免費用戶前兩集免費點播，第3集起逢星期二及五更新 |
| hmvod         | 香港          | 1    | 離我遠一點   | 2018年6月1日                | VIP全套上架 免費用戶前兩集免費點播，第3集起逢星期二及五更新 |
| hmvod         | 香港          | 1    | 著魔         | 2018年6月1日                | VIP全套上架 免費用戶前兩集免費點播，第3集起逢星期二及五更新 |
| hmvod         | 香港          | 2    | 是非         | 2018年6月8日                | VIP全套上架 免費用戶前兩集免費點播，第3集起逢星期二及五更新 |
| hmvod         | 香港          | 2    | 越界         | 2018年6月8日                | VIP全套上架 免費用戶前兩集免費點播，第3集起逢星期二及五更新 |
| viu           | 香港          | 3    | 那一天       | 2021年3月8日                | 全套上架                                                    |
| viu           | 香港 · 新加坡 | 4    | 近距離愛上你 | 2021年3月14日               | 21:00                                                       |
| 電視          |               |      |              |                             |                                                             |
| 華視          | 臺灣          | 1    | My Hero      | 2018年7月26日               | 八點檔                                                      |
| 華視          | 臺灣          | 1    | 離我遠一點   | 2018年7月25日               | 八點檔                                                      |
| 華視          | 臺灣          | 1    | 著魔         | 2018年7月3日                | 八點檔                                                      |
| 華視          | 臺灣          | 2    | 是非         | 2018年7月17日               | 八點檔                                                      |
| 華視          | 臺灣          | 2    | 越界         | 2018年7月20日               | 八點檔                                                      |
| EYE TV 戲劇台 | 臺灣          | 4    | 近距離愛上你 | 2022年5月28日               | 每週六 21:00                                                |
| now華劇台     | 香港          | 3    | 圈套         | 2020年5月4日                | 週一 00:30（連播兩集）                                      |
| now華劇台     | 香港          | 3    | 圈套         | 2020年5月9日－2020年5月18日 | 週六至日23:30、翌日00:30（連播兩集）                        |
| now華劇台     | 香港          | 3    | 圈套         | 2020年5月23日               | 週六08:20（連播兩集）                                       |

## 季數
| 季數 | 篇名     | 集数 | 集数 | 首播日期       | 首播日期       |
| 季數 | 篇名     | 集数 | 集数 | 首映           | 季终           |
| ---- | -------- | ---- | ---- | -------------- | -------------- |
| 1    | HIStory1 | 12   | 12   | 2017年2月14日  | 2017年3月3日   |
| 2    | HIStory2 | 16   | 16   | 2018年1月30日  | 2018年3月28日  |
| 3    | HIStory3 | 40   | 40   | 2019年4月16日  | 2019年12月18日 |
| 4    | HIStory4 | 20   | 20   | 2021年3月14日  | 2021年5月16日  |
| 5    | HIStory5 | 20   | 20   | 2022年12月28日 | 2023年3月1日   |

## 故事

### 第一季
| 總順序 | 單元名     | 演員                                                 | 編劇   | 導演         |
| 1      | My Hero    | 賴東賢、蔣昀霖、林映唯、林鶴軒、江凱軒               | 楊宜樺 | 唐逸         |
|        |            |                                                      |        |              |
|        |            |                                                      |        |              |
| 2      | 離我遠一點 | 吳珝陽、宋柏緯、焦曼婷、王瑩瑩、張洋、莊越鈞         | 楊宜樺 | 蔡宓潔       |
|        |            |                                                      |        |              |
|        |            |                                                      |        |              |
| 3      | 著魔       | 何林駿、任祐成、陳沂、李家慶、張孝承、吳澤煒、王瑩瑩 | 林珮瑜 | Adiamond Lee |
|        |            |                                                      |        |              |
|        |            |                                                      |        |              |

### 第二季
| 總順序 | 單元名 | 演員                                   | 編劇   | 導演   |
| 4      | 是非   | 江常輝、張行、初孟軒、邱志宇           | 林珮瑜 | 李青蓉 |
|        |        |                                        |        |        |
|        |        |                                        |        |        |
| 5      | 越界   | 盧彥澤、范少勳、楊孟霖、施柏宇、謝毅宏 | 林珮瑜 | 蔡宓潔 |
|        |        |                                        |        |        |
|        |        |                                        |        |        |

### 第三季
| 總順序 | 單元名 | 演員                           | 編劇   | 導演   |
| 6      | 圈套   | 徐鈞浩、吳承洋、卞慶華、陳廷軒 | 林珮瑜 | 李青蓉 |
|        |        |                                |        |        |
|        |        |                                |        |        |
| 7      | 那一天 | 宋偉恩、黃雋智、劉韋辰、張瀚元 | 邵慧婷 | 蔡宓潔 |
|        |        |                                |        |        |
|        |        |                                |        |        |

### 第四季
| 總順序 | 單元名       | 演員                                  | 編劇           | 導演   |
| 8      | 近距離愛上你 | 善存、陳立安、安俊朋、林嘉威 、紀欣伶 | 邵慧婷、藍今翎 | 陳怡妤 |
|        |              |                                       |                |        |
|        |              |                                       |                |        |

### 第五季
| 總順序 | 單元名       | 演員                         | 編劇           | 導演   |
| 9      | 遇見未來的你 | 陳璽安、徐韜、王肇緯、張碩航 | 藍今翎、劉書樺 | 陳怡妤 |
|        |              |                              |                |        |
|        |              |                              |                |        |

## 系列間的關聯
- 《My Hero》現時為HIStory系列中唯一與其他單元沒有任何關聯的單元，《著魔》、《是非》、《越界》、《圈套》與《離我遠一點》、《那一天》、《近距離愛上你》、《遇見未來的你》為並行時空，未有直接關聯。
- 《離我遠一點》、《那一天》、《近距離愛上你》和《遇見未來的你》之間存在着直接的角色連結：
  - 《離我遠一點》男主程清為《那一天》第二男主盧志剛外甥。
  - 劉美芳首度登場為《那一天》，為仰慕男主于希顧的腐女，後為《近距離愛上你》的女主角，是男主蕭立呈兒時的初戀對象。
  - 《那一天》的孫博翔為《近距離愛上你》男主蕭立呈的學弟，其婚禮也在該劇中進行。
  - 《遇見未來的你》第二男主梁文森是《近距離愛上你》第二男主葉幸司的同學。
- 《著魔》、《是非》、《越界》和《圈套》之間存在着直接的角色連結：
  - 《越界》中曾提及配角江勁揚的表哥表嫂為《著魔》主角江勁騰和邵逸辰。
  - 《是非》男主非盛哲高中就讀的志弘中學同為《越界》各主角就讀的高中，配角江兆鵬為《圈套》配角江勁堂的小叔公。

## 外部連結
- HIStory的Instagram帳戶
- 互联网电影数据库（IMDb）上《HIStory》的资料（英文）
- 在影視圈圈上《HIStory-My Hero》的資料
- 在影視圈圈上《HIStory-離我遠一點》的資料
- 在影視圈圈上《HIStory-著魔》的資料
- 在影視圈圈上《HIStory2-是非》的資料
- 在影視圈圈上《HIStory2-越界》的資料

| 臺灣 華視主頻 每週一至五 20:00 - 21:30          | 臺灣 華視主頻 每週一至五 20:00 - 21:30                  | 臺灣 華視主頻 每週一至五 20:00 - 21:30 |
| ----------------------------------------------- | ------------------------------------------------------- | -------------------------------------- |
|                                                 | HIStory系列 （第1-2季） （2018年7月3日－2018年7月26日） |                                        |
| 莫非，這就是愛情 （2018年6月9日－2018年7月2日） | 搖滾畢業生 （2018年7月30日－2018年8月21日）             |                                        |